# DAISUKI!
『DAISUKI!』（ダイスキ）は、日本テレビ系列局の一部で放送されていた日本テレビ製作のバラエティ番組である。全421回。製作局の日本テレビでは1991年4月14日（4月13日深夜）から2000年3月26日（3月25日深夜）まで放送。

## 概要

### 番組の概要
松本明子、飯島直子、吉村明宏（途中降板1992年9月まで）、中山秀征（吉村降板後1992年10月から最終回まで）たちレギュラー陣が毎回さまざまなロケ地を探索したり、何かを体験したりして楽しむ様子を放送していた深夜番組である。ロケは基本的にゲスト出演者を招いて行われていたが、その一方でゲストを呼ばずにレギュラー陣だけで進めることも多かった。
また、放送開始当初は番組後半に約15分間のドラマコーナーを内包していた。このコーナーには毎回様々な新人女優たちが出演し、各々が配役をこなしていたが、これに関しては番組本編のレギュラー陣は出演していなかった。
毎回のCM入り前に表示されるアイキャッチには、篠原涼子、仲間由紀恵、辺見えみりといった当時の若手女性アイドルたちが出演していた。彼女たちが「DAISUKI!」とタイトルコールをするこの番組のアイキャッチは、アイドルのイメージビデオとしての役割も果たしていた。
テーマソングには、初期の関東ローカル時代においてはシックの「シック・ミスティーク」を起用していたが、系列地方局でも放送されるようになってからはシュガー・ベイブの「SHOW」を起用していた。エンディングテーマには、当初は真心ブラザーズの「自転車に乗って」（高田渡の同名曲のカバー）を起用していたが、後にシュガー・ベイブの「今日はなんだか」を起用するようになった。
番組タイトルロゴは「A」の文字と「S」の文字が下部で交差しており、「AX」とも読めるようにデザインされている。AXとは日本テレビのコールサイン「JOAX-TV」のことで、関東ローカル時代の名残であるとも言える。

### 番組終了とその後
番組は末期においても安定した人気を保ち、一部のスポーツ新聞にはゴールデン進出との報道もあった。しかし、その直後に松本が妊娠して身重になったことや、新しい番組ソフトを開発するなどの理由から番組の終了が決定。9年間の放送に幕を閉じることとなった。
レギュラー放送は2000年3月に終了したが、9月と12月にそれぞれ単発でスペシャル版が放送された。また、2009年5月1日には中山秀征司会の『おもいッきりDON!』に金曜レギュラーの松本明子とゲストの飯島直子が揃って出演したことから、同日放送分の終盤で「おもいッきりDAISUKI!」というミニコーナーが放送され、9年ぶりの復活を果たした。コーナー終盤で、中山は「ぜひDAISUKI!スペシャルやりましょうよ！」と発言した。なお、同コーナーでのアイキャッチは、金曜レギュラーの上原美優が担当した。
2017年12月30日から2018年1月3日にホームドラマチャンネルにおいてセレクションが放送された。
2021年3月28日には同じくホームドラマチャンネルにて「志村けんスペシャル」として、志村がゲスト出演した回がセレクション放送された。
2022年8月3日、BS日テレにて放送されている『旅する水曜日』枠において、復活特番『DAISUKI!2022夏』が放送されることになった。それ以降も不定期ではあるものの復活特番を行っていた。好評だったものの、2024年以降は放送されていないが、他局の単発として2024年にBSフジ・飯島の冠番組　飯島直子の今夜一杯いっちゃう？にて飯島と中山が約1年ぶりにロケを行い、スケジュールの関係で出演できなかった松本に携帯電話から中山がかけて3人によるかけ合いが行われた。

### 視聴率
番組スタートから1年間は5%前後で推移していたが、中山がレギュラーに加入した後は徐々に視聴率を上げ、安定的に二桁を記録するようになった。最高視聴率は1995年2月放送回の14.7%で、末期においても10%前後の視聴率を維持していた。当時中山が司会を務めていた『TVおじゃマンボウ』の週間視聴率ランキングの深夜番組部門では、殆どの回で第1位だった。

## 出演者

### レギュラー
| 期間       | 期間      | MC                | MC       | その他         |
| 期間       | 期間      | 女性              | 男性     | その他         |
| ---------- | --------- | ----------------- | -------- | -------------- |
| 1991.4.14  | 1991.9.28 | 松本明子 飯島直子 | 吉村明宏 | ビシバシステム |
| 1991.10.5  | 1992.3.28 | 松本明子 飯島直子 | 吉村明宏 | （不在）       |
| 1992.4.4   | 1992.9.26 | 松本明子 飯島直子 | 吉村明宏 | 風見しんご     |
| 1992.10.10 | 2000.3.25 | 松本明子 飯島直子 | 中山秀征 | （不在）       |

### 準レギュラー
- 見栄晴：およそ1か月から2か月に一度の割合でゲスト出演するなど出演回数が飛び抜けて多く、事実上の準レギュラーとなっていたが、出演するたびにレギュラー陣から「呼んでないよ」と言われていた。
- 山田雅人：見栄晴ほどではないが出演回数が多く、彼もまた年末ジャンボ宝くじ企画に参加したりと事実上の準レギュラーとなっていた。
- 羽田惠理香
- 大竹まこと
- 長江健次：吉村明宏がメインMC当時の準レギュラー。この番組をきっかけとして社会人サークルを結成し、そのメンバーも交えた企画を数回放送するなどしていた。
- 川合俊一

### アイキャッチ出演者
（五十音順）
| 名前/年度   | 1991 | 1992 | 1993 | 1994 | 1995 | 1996        | 1997        | 1998        | 1999        |
| ----------- | ---- | ---- | ---- | ---- | ---- | ----------- | ----------- | ----------- | ----------- |
| 愛里 (AIRI) |      |      |      |      |      |             |             | ○('98.8〜)  | ○           |
| あき        |      |      |      |      |      |             |             |             | ○('99.11〜) |
| 植田あつき  |      |      |      | ○    |      |             |             |             |             |
| 上原さくら  |      |      |      |      | ○    | ○           | ○           | ○(〜'98.10) |             |
| 大橋利恵    |      |      |      | ○    | ○    | ○           |             |             |             |
| 小田エリカ  |      |      |      |      |      |             | ○(〜'97.10) |             |             |
| 小野智子    |      |      |      |      |      |             | ○           | ○(〜'98.7)  |             |
| 菊池あゆみ  |      |      |      |      |      |             |             |             |             |
| 栗林みえ    |      |      |      |      |      |             |             | ○('98.11〜) |             |
| 黒沢あすか  |      |      |      | ○    |      |             |             |             |             |
| 小松千春    |      |      |      | ○    | ○    | ○           |             |             |             |
| 斉藤のぞみ  |      |      |      |      |      | ○('96.10〜) | ○           | ○           | ○           |
| 幸さえこ    |      |      |      |      |      |             | ○           | ○           | ○           |
| 篠原涼子    |      |      | ○    | ○    | ○    |             |             |             |             |
| 島田秋奈    |      |      |      |      |      |             |             |             | ○('99.11〜) |
| 建みさと    |      |      |      | ○    | ○    | ○           |             |             |             |
| 千穂        |      |      |      |      |      |             |             | ○           | ○           |
| 仲間由紀恵  |      |      |      |      |      |             | ○           | ○           | ○           |
| 原千晶      |      |      |      |      | ○    | ○           | ○(〜'97.10) |             |             |
| 辺見えみり  |      |      |      | ○    | ○    | ○           | ○           |             |             |
| 真樹麗子    |      |      |      |      |      |             | ○           | ○           | ○           |
| 美春        |      |      |      |      |      |             |             | ○           | ○           |
| 宮崎つぐみ  |      |      |      |      |      |             |             |             |             |
| 村田あゆみ  |      |      |      |      |      |             |             | ○('98.11〜) | ○           |
| 吉田真希子  |      | ○    |      |      |      |             |             |             |             |

## 主な放送内容
番組のロケは、その回で定められたテーマに基いて行われていた。暦や季節に準じた行事に興じることが多かった。1つの企画が2週にわたって放送されたり、逆にこれらの企画が複合して1週に放送されたりということも多かったが、日本テレビ以外のネット局では週連続の企画が次週には放送されなかったり、逆に2週目から放送されたりすることもあった。

### 春
- 花見
- 潮干狩り
- 登山
- ハイキング
- ピクニック
- 新緑の中でのロケ

### 夏
- 七夕企画
- キャンプ
- 海・川・プールといった水場でのロケ

### 秋
- 月見
- フィールドアスレチック
- デーキャンプ
- 温泉地でのロケ
- 農作物の収穫
- 運動会への参加
- 学芸会や学園祭への参加
- 紅葉の中でのロケ
- ハロウィンパーティー

### 冬
- 忘年会
- クリスマス企画
- 新年会
- スキー
- スノーボード
- スケート
- 節分企画
- 氷結した湖での穴釣り

### 季節に関係なく行われたもの
- アパート物件探し：物件を探訪する企画は年に何回か行われていたが、新学期には必ず行われた。
- 中古車探し
- ドライブ
- サイクリング
- 乗馬
- 釣り
- 社交ダンス・フラメンコ・フラダンス・日本舞踊
- スポーツジムでのエアロビクスダンス・ヨガ
- 人間ドック体験
- エステ・マッサージ体験
- 時代劇の殺陣
- 老人福祉施設慰問などのボランティア活動
- 専門学校の体験入学、幼稚園の体験入園
- 写生などの創作活動に興じる企画
- 遊園地・動物園・水族館・ゲームセンターなどのアミューズメントスポットでのロケ：関東一円の遊園地はかなり網羅していた。
- ボウリング・ビリヤード・ダーツなどの屋内ゲームに興じる企画：特にボウリング企画は中山の十八番だった。
- 競馬・競輪・麻雀・パチンコなどのギャンブルに興じる企画：麻雀の代わりにドンジャラを行う回もあった。
- カラオケ
- 楽器演奏
- コンサート鑑賞
- スポーツ観戦
- 料理
- グルメ企画 - ビアガーデンやクラブなどで飲酒をする回もあり、その際にはカクテル・日本酒・焼酎・地ビール・ワインなど、飲物の種類別にテーマを設定することがあった。また、カクテルの種類や日本酒の銘柄について紹介する回もあった。
- 占い
- ペットとの戯れ
- 祭りや地方イベントへの参加
- 商店街探訪、ジュエリー専門店・ブティック・市場・浅草橋の玩具などを扱う問屋街での物色、骨董品の物色
- ラジオ番組散策乱入：1992年3月放送。ニッポン放送の笑福亭鶴光の噂のゴールデンアワーの2月3日放送分の生放送に潜入し、ゲストに笑福亭鶴光と田中美和子を招いた。これは松本明子が同局のビバリー昼ズを担当している縁と、吉村明宏もかつて同局の玉置宏の笑顔でこんにちはの中継コーナー・カラオケ配達人に出演していたことから実現したもので、2番組同時収録・生放送という形になった。詳細は鶴光の噂のゴールデンアワーを参照。

### 特にシリーズ化していたもの
- 旅行
- ジャンボ宝くじ当選照合：レギュラー陣とゲストがグループで共同購入していた。後述のパチンコ企画に次ぐ人気企画で、放送回数は28回を数えた。
- パチンコ：最多放送企画で、放送回数は50回を数えた。前述のとおり、最高視聴率を獲得した回もパチンコ企画を行った回である。なお年越し特番時には、リーチがかかった状態で新春を迎える（カウントダウンは無し）演出で放送した。
- ホームセンター・ディスカウントストア・スーパーマーケットなどでの買い物企画 - ロケ先で販売されている物を指定された金額内に収まるように考案しつつ購入するという企画で、そこで買った材料を持ってそのままキャンプや料理、パーティーへなだれ込むというパターンが多かった。その場合、松本たちが買い物および料理をする模様を1週目に放送し、パーティーをする模様を2週目に放送していた。

## スペシャル

### 年越し拡大SP
1995年からは、年末年始に『年越し拡大SP』を以下のスケジュールで放送していた。
- 日曜1:30 - 2:55 （1995年1月1日）：｢2年越し!超超興奮!仰天"生"テレビ!!｣内で放送。
- 日曜23:45 - 月曜2:55 （1995年12月31日 - 1996年1月1日）
- 水曜0:30 - 2:10 （1997年1月1日）
- 水曜23:45 - 木曜1:30 （1997年12月31日 - 1998年1月1日）
- 木曜23:00 - 金曜1:30 （1998年12月31日 - 1999年1月1日）
- 土曜0:30 - 2:00 （2000年1月1日）

### ゴールデン特番
- DAISUKI!スペシャル（1996年9月26日、日本テレビ系）[4]
- DAISUKI!冬スペシャル（1997年1月4日、日本テレビ系）[5]

### 復活スペシャル
- 復活DAISUKI!再会スペシャルin台湾（2000年9月20日、日本テレビ系）
- DAISUKI!2022夏（2022年8月3日、BS日テレ）：｢旅する水曜日｣枠にて放送[3]。9月4日には、日本テレビ（関東ローカル）で短縮編集版（1時間版）を放送した。
- DAISUKI!2023冬（2023年2月17日、BS日テレ）[6]
- DAISUKI!2023秋（2023年10月21日、BS日テレ）[7]

## 放送局
この番組が放送されていた日曜0:00枠はローカルセールス枠で、放送時間もスポンサーもネット局ごとにまちまちだった。日本テレビでは前々番組『所ジョージのオトナのにほへ』から続くJTの一社提供枠で、当初は引き続きJTが日本テレビでのローカルスポンサーを務めていたが、末期には各社相乗り提供となっていた。
| 放送対象地域   | 放送局         | 系列           | 放送日時 | 備考 |
| -------------- | -------------- | -------------- | --- | --- |
| 関東広域圏     | 日本テレビ     | 日本テレビ系列 | 日曜 0:00 - 1:00 （1991年4月14日 - 1994年3月27日） 日曜 0:25 - 1:25 （1994年4月3日 - 2000年3月26日）                                                   | 製作局 |
| 北海道         | 札幌テレビ     | 日本テレビ系列 | 日曜 0:25 - 1:25 （1995年4月 - 2000年3月） | |
| 青森県         | 青森放送       | 日本テレビ系列 | 土曜 1:10 - 2:05（開始当初） 土曜 1:20 - 2:20（打ち切り時点）（1994年4月2日 - 1998年10月3日）                                                          | |
| 宮城県         | ミヤギテレビ   | 日本テレビ系列 | 日曜 0:55 - 1:55（1994年10月9日 - 2000年3月26日） | |
| 福島県         | 福島中央テレビ | 日本テレビ系列 | 日曜 0:55 - 1:55（1996年4月7日 - 2000年3月26日） | |
| 新潟県         | テレビ新潟     | 日本テレビ系列 | 木曜 0:55 - 1:55 （1994年6月23日 - 1995年3月30日） 日曜 0:25 - 1:25 （1995年4月2日 - 2000年3月26日）                                                   | 同時ネット（1995年4月以降） |
| 長野県         | テレビ信州     | 日本テレビ系列 | 日曜 0:25 - 1:25 （1996年10月6日 - 2000年3月26日） | 同時ネット |
| 静岡県         | 静岡第一テレビ | 日本テレビ系列 | 日曜 1:00 - 2:00 （1991年4月 - 2000年3月） | |
| 中京広域圏     | 中京テレビ     | 日本テレビ系列 | 土曜 1:55 - 2:55 （1994年10月 - 1995年3月） ----途中省略---- 日曜 1:55 - 2:55 （1998年10月 - 2000年4月）                                               | 1994年10月から1995年9月までは土曜日（金曜日深夜）に放送 1995年10月から1996年9月までは金曜日（木曜日深夜）に放送 1996年10月から2000年4月までは日曜日（土曜日深夜）に放送 |
| 石川県         | テレビ金沢     | 日本テレビ系列 | 日曜 0:00 - 1:00 （1991年4月14日 - 1992年3月29日） 日曜 0:00 - 1:25 （1993年4月4日 - 1994年3月27日） 日曜 0:25 - 1:25 （1994年4月3日 - 2000年3月26日） | 全期間同時ネット 1992年4月から1993年3月は中断 |
| 近畿広域圏     | 読売テレビ     | 日本テレビ系列 | 木曜 1:35 - 2:35 （1997年10月 - 2000年3月） | |
| 広島県         | 広島テレビ     | 日本テレビ系列 | 日曜 0:25 - 1:25 （1995年4月 - 2000年3月） | 同時ネット |
| 香川県・岡山県 | 西日本放送     | 日本テレビ系列 | 日曜 12:00 - 13:00 （1994年 - 1996年9月） 日曜 0:25 - 1:25 （1996年10月 - 2000年3月）                                                                  | 同時ネット（1996年10月以降） |
| 徳島県         | 四国放送       | 日本テレビ系列 | 木曜 1:30 - 2:30 （1997年10月23日（22日深夜） - ） | |

- それ以外にも、秋田放送、山形放送、日本海テレビ、長崎国際テレビ、くまもと県民テレビ、大分放送（TBS系列）、琉球放送（TBS系列）などでもネットされていた。

## スタッフ

### レギュラー
最終回放送時
- 構成：川崎良、すずまさ、近藤博幸
- 技術協力：千代田ビデオ
  - 技術：川崎(合)淳、中村忠靖、枡田豊
  - カメラ：笠上大一、竹田廣行、井上浩、野口弘、淵上祥雄、清水博美
  - 音声：津田浩之、下村芳明、和田哲朗、天野透、大森博子
  - 照明：野島哲也、石川陽一、鴨下正美、岩田研二、大森俊実
- 音効：佐藤裕二（サウンドプロ企画）
- 美術協力：日本テレビアート
  - 美術：鈴木喜勝
  - デザイン：塚越千恵
- 装飾：丸山善之
- 持道具：鹿瀬美香
- 衣裳：桜庭圭三
- メイク：馬田恵美、梅津志鶴
- スタイリスト：多田佳世（エムドルフィン）、芦谷友子（エムドルフィン）
- TK：桜井春美
- PR：北川佳代
- 編集：遠藤和人（ギヴアンドテイク）、岡田秀一（原宿ビデオセンター）、土屋玲子（原宿ビデオセンター）
- MA：柴田敏幸（原宿ビデオセンター）、小林久恵（原宿ビデオセンター）
- 制作補：小澤泰加
- デスク：工藤奈美子
- 制作協力：フォルミカ、エム・ファーム
- 演出補：櫻田宜弘（エム・ファーム）、杉山康雄、生方貴子
- ディレクター：大越理央（フォルミカ）、中尾光孝（フォルミカ）、大内勝（フォルミカ）、大石剛（フォルミカ）
- アシスタントプロデューサー：和山泰明、古橋明浩
- プロデューサー：寺内壯（以前はディレクター）、関根崇史、今野文雄（エム・ファーム）、高原友生（フォルミカ）
- 演出・チーフプロデューサー：増田一穂（以前はプロデューサー）
- 製作著作：日本テレビ

過去のスタッフ
- チーフプロデューサー：金谷勲夫→渡辺弘→吉岡正敏
- ディレクター：石野隆己（当時:エム・ファーム）
- 美術︰山浦俊夫
- デザイン︰黒木遠志
- 持道具：横井靖人
- 衣裳：樋口唱平
- PR︰立柗典子、安藤未穂

### 復活特番
DAISUKI!2022夏
- 構成：川崎良
- リサーチ：ワンバイワンプラス
- 編集･MA：ミックビジョン
- CG：磯部秀将
- 音効：佐藤裕二
- 技術協力：池田屋
- カメラ：青木俊
- 衣装協力：HH
- メイク：馬田恵美
- 宣伝：楢崎慶直
- 制作進行：伊良原樹、鈴木身佳
- 制作デスク：村田明美
- 演出：黑木初美
- ディレクター：三原大輔、関雄三
- プロデューサー：岡田智哉、齊藤領/大越理央（オリオンクルー）、浪岡厚生・村上早苗（e company）、渡邊ゆうか（オリオンクルー）
- 制作協力：e company、オリオンクルー
- 製作著作：BS日本